# Фомин, Михаил Амвросиевич
Михаил Амвросиевич Фомин (1885, Красная Долина, Землянская волость, Воронежская губерния — 26 сентября 1918, Барнаул) — Участник Гражданской войны, один из руководителей вооружённой борьбы с восставшим чехословацким корпусом. Участник борьбы за Советскую власть на Алтае.

## Биография
Родился в с. Красная Долина Землянской волости Воронежской губернии в крестьянской семье. Закончил 2 класса церковно-приходской школы.
В 1906 г. переселился в с. Столбово (сегодня Каменский район), через некоторое время переехал в Барнаул. Здесь устроился работать масленщиком на пароходе, в 1916 г. — помощником машиниста на паровозе, затем — рабочим в Главные железнодорожные мастерские Барнаула.

## Политическая деятельность
В марте 1917 г. избран председателем профкома мастерских, с февраля 1918 г. — председателем Совета мастерских. Участник Всероссийского съезда железнодорожных рабочих и мастеровых (декабрь 1917 г.). В июне 1917 г. вступил в РСДРП (барнаульская парторганизация на данный момент была объединённой).
В феврале-марте 1918 г. возглавлял отряд красногвардейцев-железнодорожников, направленный Барнаульским советом на помощь Каменскому уездному совету для подавления контрреволюционного восстания.
В начале июня 1918 г. принял участие в боях с белогвардейцами и белочехами, наступавшими от Новониколаевска на Барнаул, был дважды ранен. Когда красногвардейцы отступили из Барнаула, Фомин из-за ранений остался в городе. 26 сентября вместе с И. В. Присягиным, М. К. Цаплиным, М. К. Казаковым и С. П. Кареевым стал жертвой самочинной расправы белогвардейских офицеров.

## Память
- Именем Михаила Амвросиевича названа улица в Барнауле.